# Douze (journal)
Pour les articles homonymes, voir Douze (homonymie).
Douze est un journal ivoirien. Le Douze est le seul quotidien sportif ivoirien au format tabloïd, il tire à 10 000 exemplaires.